# اللي ضحك على الشياطين (فلم)
الي ضحك علي الشياطين فيلم مصري من إنتاج 1981 بطولة محمد عوض، لبلبة، سمير صبري ،وغيرهم ومن إخراج ناصر حسين .

## قصة الفيلم
يلتحق عصام للعمل بإحدى الشركات بمساعدة عزمي، ويرحب به مدير الشركة حسن ورؤساء الاقسام لاعتقادهم أنه رئيسهم الجديد بسبب تشابه الأسماء. ومع مرور الأيام يكتشف عصام الذي يتولى منصب رئيس الشركة عمليات اختلاس يقوم بها حسن ورؤساء الأقسام.

## فريق عمل تمثيل
| - محمد عوض: عصام الشرنوبي - لبلبة: عفاف - سمير صبري: عاصم كامل - محمد رضا: حسن بك الطوانسي - خيرية أحمد: نعمات - حسن مصطفى: خفاجي - إبراهيم سعفان: النشرتي - سيد زيان - سعاد حسين: أم عفاف | - أحمد شوقي: عزمي حلمي - علية عبد المنعم: أم عصام - وسيلة حسين: زوجة عزمي. - سمية محمود: طفلة - كتكوت الأمير: شحاته - الميكانيكي - ممدوح زايد - لويس يوسف - علي الشريف - عبدالمنعم النمر | - فاروق علي - المنتصر بالله - جميل غالي - عصمت نعمان - رشاد فرج - هريدي عمران - نادية شمس الدين - عهدي صادق: المكوجي |

## فريق العمل
| - ستوديو مصر: الطبع والتحميض - صلاح عبدالحليم : مدير المعامل - نبيلة حامد : مصحح الألوان - فؤاد رمضان : كيمياء وتشغيل - طلعت حما : كيمياء وتشغيل - رمضان إمام : ماكيير - أحمد حجازي : ماكيير - حسن شعبان : مساعد ماكيير | - مايكل وهبه : مصفف الشعر - ناصر حسين : مخرج - نبوي عجلان : مخرج مساعد - محمود عبدالشافي : مساعد مخرج ثان - طارق الزرقاني : ملاحظ السيناريو - فتحي داود : مونتير - ليلى السايس : نيجاتيف - محمد ابراهيم : مركب الفيلم | - الفيلم الماسي : منتج - صلاح عمران : مدير الإنتاج - سيد علي : منتج منفذ - عباس بسيوني : مكساج - سيد رحيم : مساعد الصوت - نيكولاي جوجول : مؤلف - يوسف عوف : رؤية سينمائية وسيناريو وحوار - رمزي إبراهيم : مدير التصوير | - حسن أحمد : مساعد مصور - الهيئة العامة للسينما : موزع داخلي - الشركة اللبنانية للتجارة والاستثمار السينمائي (صبّاح إخوان) : موزع خارجي - كتكوت الأمير : غناء - الشحري : التتر - فتحي عزت : مصور فوتوغرافيا - فاروق خورشيد : إكسسوار |